# Pterobryopsis burmensis
Pterobryopsis burmensis är en bladmossart som beskrevs av Edwin Bunting Bartram 1954. Pterobryopsis burmensis ingår i släktet Pterobryopsis och familjen Pterobryaceae. Inga underarter finns listade i Catalogue of Life.